# Luis Manuel Pando Sánchez
Luis Manuel Pando Sánchez   (Salamanca, 18 d'octubre de 1846 - Madrid, 16 de gener de 1927) va ser un general espanyol, diputat a Corts, senador i capità general de València durant la restauració borbònica.

## Biografia
En 1861 es va convertir en cadet en l'Acadèmia d'Artilleria i en 1862 va ingressar en l'Acadèmia d'Enginyers Militars de l'exèrcit, promogut a tinent en 1867 i destinat al regiment de sapadors. Va formar part d'una columna d'operacions a Catalunya, passant després al districte de València, que s'havia insurreccionat, i participà en la seva presa.
En 1870, a petició pròpia, va ser destinat al batalló d'enginyers de Cuba i immediatament va entrar en operacions de campanya, distingint-se notablement; posteriorment, com a cap d'una contraguerrilla, va assistir a molts fets d'armes, sent premiat amb l'ocupació de comandant per les operacions realitzades, i posteriorment amb el grau de tinent coronel pels seus mèrits en les accions de Tempú, Carco Redondo i Jaquecito. Va ser ferit en combat en la campanya a les muntanyes de Tempú i Gota Blanca el 5 de novembre de 1870.
També per mèrits de guerra se li va concedir el grau de coronel i en 1871 va passar al departament central, prenent part en les accions de Sao de Miranda, Barrameda i molt especialment en la de l'Estacada, en la qual va dirigir una de les columnes d'atac i on va agafar per la seva mà una bandera a l'enemic. Entre 1872 i 1873 va construir la línia telegràfica de Guaimarón a les mines de Trenca i els forts de Joraleo; va fer l'estudi i el projecte de la trocha del Bagá a la Rasa.
El 16 de novembre de 1872, sobre la base del seu valor en les batalles a Arroyo Salado, a la província d'Oriente i a Charco Redondo, va ser ascendit al rang de tinent coronel. Va continuar les seves operacions en gairebé tota l'illa, sota el comandament del brigadier Martínez Campos, participant en aquells anys en 65 batalles,
De retorn a la península, va participar en la tercera guerra carlina sota el comandament del general Fajardo en l'Exèrcit del Nord; es va distingir notablement en aquestes batalles, i es va fer càrrec de les posicions dels carlistes a Esquinza, San Cristóbal, Lorca i Lacar; per aquesta raó, va ser nominat a la Creu de Sant Ferran, i ascendit al grau de coronel de l'Exèrcit del camp de batalla per Alfons XII. A Catalunya va prendre el castell de Mirabent i la ciutat de Morella; va conquistar Cantavieja i Puigcerdà i va ordenar l'atac a la Seu d'Urgell.
L'11 d'agost de 1875, sota el comandament del General Martínez Campos, va dirigir l'assalt a Solsona, campanya que va suposar el final de les Guerres Carlistes. Va ser condecorat amb el rang de general de brigada; es va convertir en part dels Caps d'Estat Major dels Generals de l'Exèrcit, quan encara no tenia trenta anys; era el general més jove de l'exèrcit espanyol.
En 1877 va anar a Cuba, i sota les ordres del General Martínez Campos participà en les operacions en Guáimaro i Guantánamo. Va ser nomenat Governador Civil i el Comandant General de la província de Pinar de Río. En 1879 va assumir el comandament d'una brigada en els Departaments de Holguín i Tunas i va ser capaç d'aconseguir la rendició dels caps cubans Peralta i Guerra. El General va ser guardonat amb la Gran Creu d'Isabel la Catòlica.
El 30 de juny de 1880 va ser nomenat Mariscal de Camp. En 1881, mentre es trobava a l'Havana, el general Pando va fer diversos viatges als Estats Units amb la finalitat de reunir-se amb l'en aquells dies candidat a President dels Estats Units, Grover Cleveland; l'objectiu era aconseguir alguna cosa que satisfés Cuba, als cubans, als Estats Units i Espanya.
A la fi de 1881, Pando va ser nomenat Comandant General i Governador Civil de la província de Santiago de Cuba, càrrec que va ocupar fins a maig de 1885, quan va tornar a la península. A les eleccions generals espanyoles de 1886 i 1891 va ser elegit diputat de les Corts per a les províncies de Pinar del Río i Santiago de Cuba, formant del grup Unió Constitucional, adscrita al Partit Liberal Fusionista. En 1891 va ser ascendit a Tinent General, sobre la base de la seva antiguitat en el servei. Fou nomenat capità general de Burgos i Galícia fins 1893. De 1893 a 1896 fou escollit senador per Santiago de Cuba i Matanzas, i de 1896 a 1898 per la província de Palència. En 1897 fou nomenat cap d'Estat Major a Cuba i durant la guerra hispano-estatunidenca fou encarregat de la defensa de l'Havana, burlant el bloqueig de la marina estatunidenca. En acabar la guerra, a les eleccions generals espanyoles de 1899, fou escollit novament diputat per Sequeros.
El maig de 1901 fou nomenat capità general de València, càrrec que deixà el 30 d'agost de 1902 quan fou nomenat director de la Guàrdia Civil, fins al 23 de juliol de 1903. Pels seus assoliments al llarg de la seva carrera, va ser guardonat amb la Gran Creu del Mèrit Militar.